# Bönen
Bönen è un comune di 18 169 abitanti della Renania Settentrionale-Vestfalia, in Germania.
Appartiene al circondario (Kreis) di Unna (targa UN).